# Aglae coerulea
Aglae coerulea Lepeletier & Serville, 1825 è un'ape della tribù Euglossini. È l'unica specie del genere Aglae.

## Etimologia
Il nome del genere deriva dal greco αγλαιη che significa "bellezza" mentre l'epiteto specifico coerulea (spesso erroneamente utilizzato nella accezione caerulea) è un termine latino che significa "azzurra".

## Descrizione
Sono api lunghe 20–28 mm, con una livrea di colore blu metallico.

## Biologia
Le femmine di Aglae coerulea  depongono le uova nei nidi di specie del genere Eulaema (cleptoparassitismo).

## Distribuzione e habitat
L'areale di questa specie si estende nella foresta pluviale del bacino dell'Amazzonia: Bolivia settentrionale, Colombia occidentale, Guyana, Guyana francese, Perù, Venezuela, Suriname (dubbia la sua presenza a Panama). Recenti studi spostano il limite meridionale dell'areale in Mato Grosso (Brasile).